# Municipio de Mount Calm
El municipio de Mount Calm (en inglés: Mount Calm Township) es un municipio ubicado en el condado de Fulton en el estado estadounidense de Arkansas. En el año 2010 tenía una población de 207 habitantes y una densidad poblacional de 3 personas por km².

## Geografía
El municipio de Mount Calm se encuentra ubicado en las coordenadas 36°28′33″N 91°59′16″O / 36.47583, -91.98778. Según la Oficina del Censo de los Estados Unidos, el municipio tiene una superficie total de 68.96 km², de la cual 68,92 km² corresponden a tierra firme y (0,06 %) 0,04 km² es agua.

## Demografía
Según el censo de 2010, había 207 personas residiendo en el municipio de Mount Calm. La densidad de población era de 3 hab./km². De los 207 habitantes, el municipio de Mount Calm estaba compuesto por el 95,65 % blancos, el 0,48 % eran afroamericanos, el 2,42 % eran amerindios, el 0,48 % eran de otras razas y el 0,97 % eran de una mezcla de razas. Del total de la población el 2,42 % eran hispanos o latinos de cualquier raza.